# Sweet Girl
Sweet Girl is een Amerikaanse actie-thriller uit 2021, geregisseerd door Brian Andrew Mendoza in zijn speelfilmdebuut. De hoofdrollen worden vertolkt door Jason Momoa en Isabela Merced.

## Verhaal
De toegewijde huisvader Ray Cooper zweert gerechtigheid tegen het farmaceutische bedrijf dat verantwoordelijk is voor het uit de handel nemen van een mogelijk levensreddend medicijn voordat zijn vrouw sterft aan kanker. Maar wanneer zijn zoektocht naar de waarheid leidt tot een dodelijke ontmoeting die Ray en zijn dochter Rachel in gevaar brengt, verandert Ray's missie in een zoektocht naar wraak om de enige familie die hij nog heeft te beschermen.

## Rolverdeling
- Jason Momoa als Ray Cooper
- Isabela Merced als Rachel Cooper
  - Milena Rivero als jonge Rachel Cooper
- Manuel Garcia-Rulfo als Amo Santos
- Amy Brenneman als Diana Morgan
- Adria Arjona als Amanda Cooper
- Justin Bartha als Simon Keeley
- Raza Jaffrey als Vinod Shah
- Lex Scott Davis als FBI Agent Sarah Meeker
- Michael Raymond-James als FBI Agent John Rothman
- Dominic Fumusa als Sam Walker
- Nelson Franklin als Martin Bennett
- Brian Howe als Pete Micelli
- Reggie Lee als Dr. Wu
- Katy O'Brian als televisiepresentatrice

## Release
Sweet Girl werd op 20 augustus 2021 uitgebracht op Netflix.

## Ontvangst
De film ontving negatieve recensies van critici vanwege het clichématige verhaal en verspilde potentieel, maar de stunts werden positief opgemerkt. Op Rotten Tomatoes heeft Sweet Girl een waarde van 19% en een gemiddelde score van 4,30/10, gebaseerd op 52 recensies. Op Metacritic heeft de film een gemiddelde score van 46/100, gebaseerd op 16 recensies.